# Vladimir Nazor

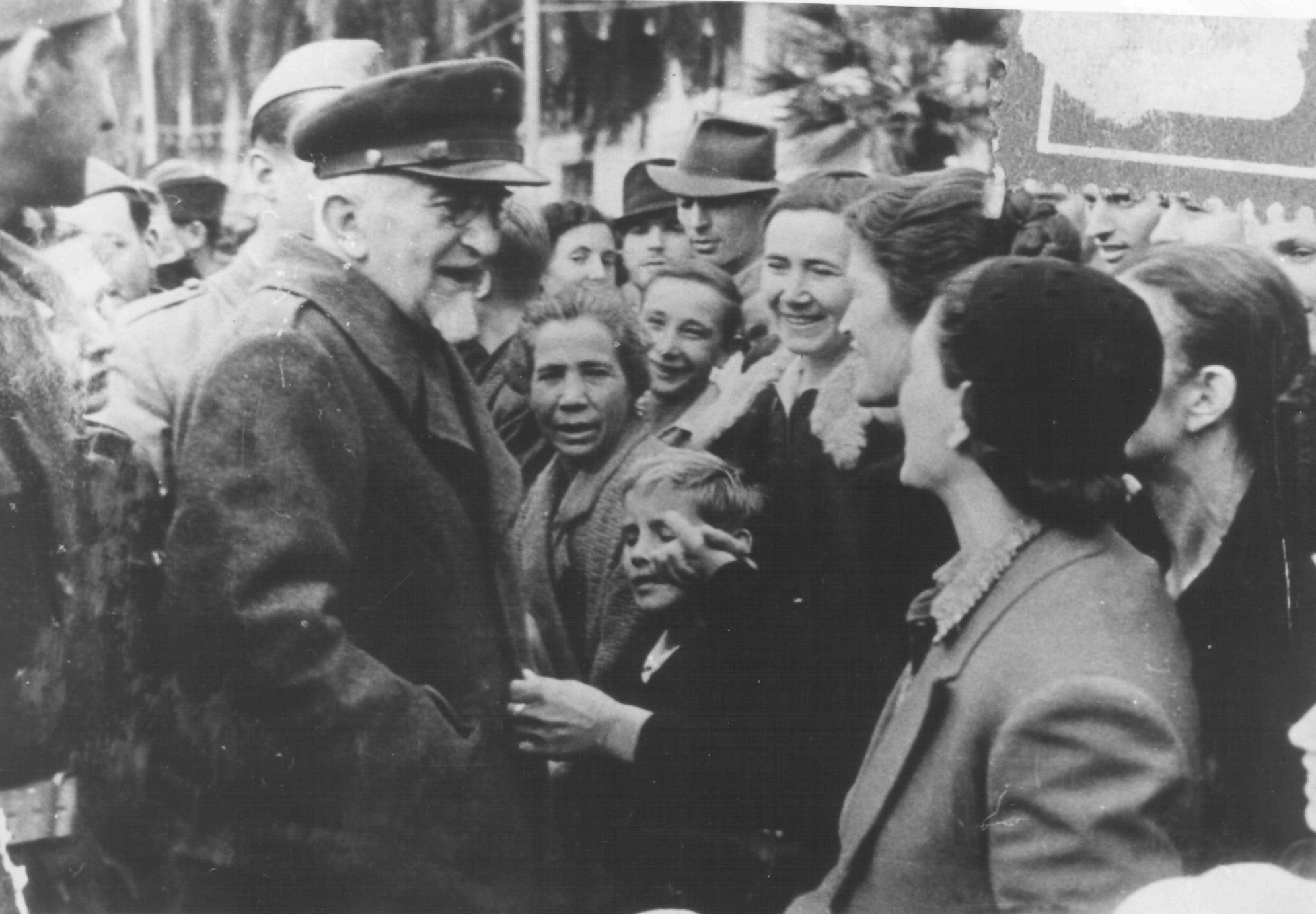
Vladimir Nazor in Split (November 1944)

Vladimir Nazor (* 30. Mai 1876 in Postira, Insel Brač; † 19. Juni 1949 in Zagreb) war ein kroatischer Schriftsteller, Lyriker und Übersetzer. Im Alter war er auch Partisan und Politiker.

## Leben
Nazor war der Sohn eines Verwaltungsbeamten auf der dalmatinischen Insel Brač. Er besuchte dort zunächst die Volksschule und danach 1886 das Gymnasium in Split, wo er 1894 die Matura ablegte. Er studierte Naturwissenschaften in Graz und ein Semester in Zagreb. Nach dem Examen 1902 übte er eine Lehrtätigkeit als Referendar in Split, als Studienrat 1901–1903 in Zadar, 1903–1906 in Pazin, 1906–1908 in Kopar, 1908–1918 in Kastav und von 1918 bis 1920 in Zagreb aus. Danach zog er sich als Leiter eines Kinderheimes nach Crikvenica zurück, unterbrochen für kurze Zeit (1926) in Sušak. Seine letzten aktiven Jahre weilte er von 1931 bis 1933 in Zagreb, ehe er sich pensionieren ließ. Nazor lebte sodann weiter in Zagreb, mit Ausnahme eines kurzen Aufenthaltes auf seiner Heimatinsel Brač. Seit 1940 war er Mitglied der Akademie.
Bereits als betagter Mann schloss er sich Ende 1942 gemeinsam mit Ivan Goran Kovačić den Partisanen Titos an, wo er eine leitende Funktion erhielt. 

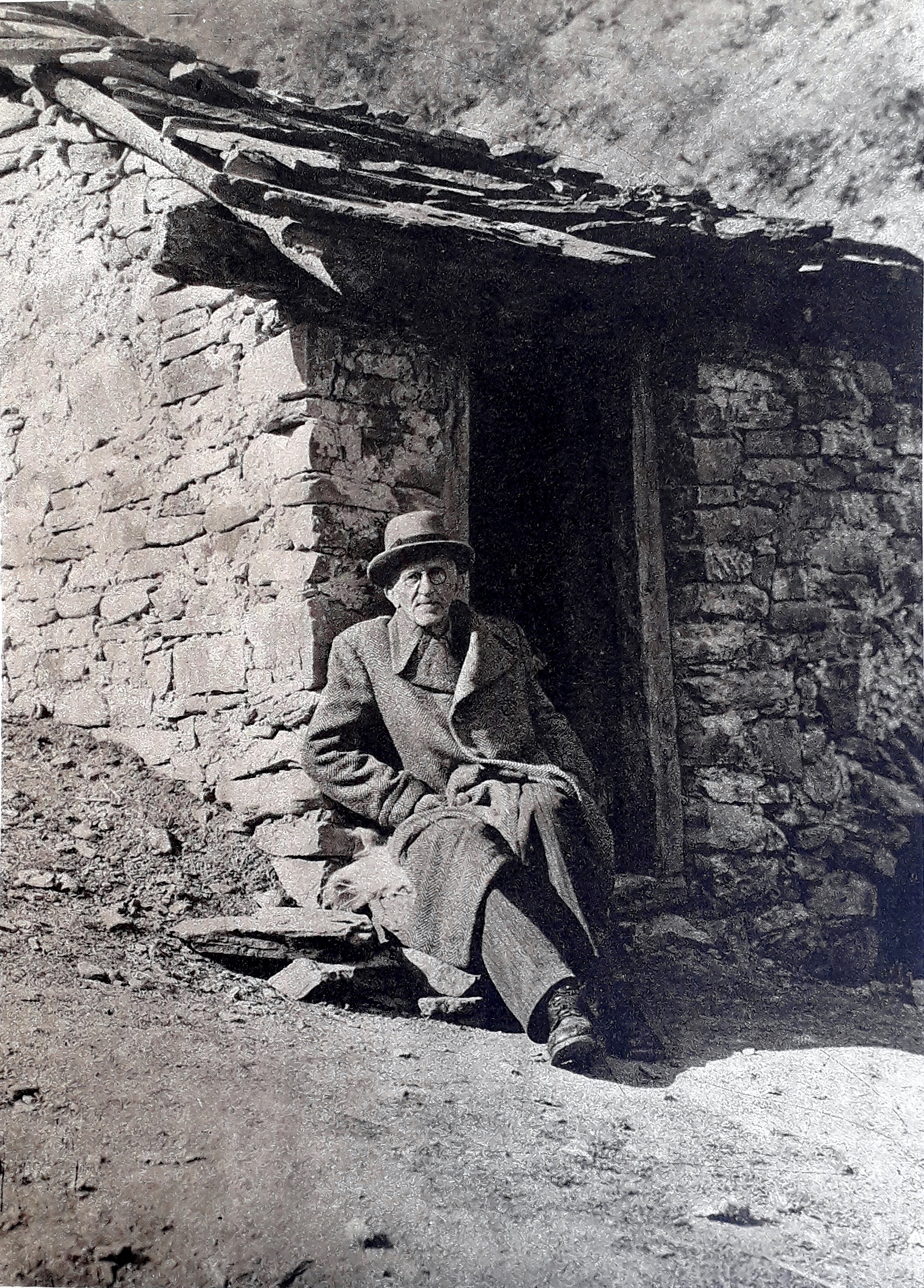
Nazor in Gračac während der Schlacht an der Neretva vor einer Wassermühle, die als Schutz vor Bombenangriffen diente (1. März 1943).

Nach dem Zweiten Weltkrieg bis zu seinem Tod war er Vorsitzender des Präsidiums des kroatischen Parlaments. Nazor wurde auf dem Mirogoj-Friedhof in Zagreb bestattet.

## Werke

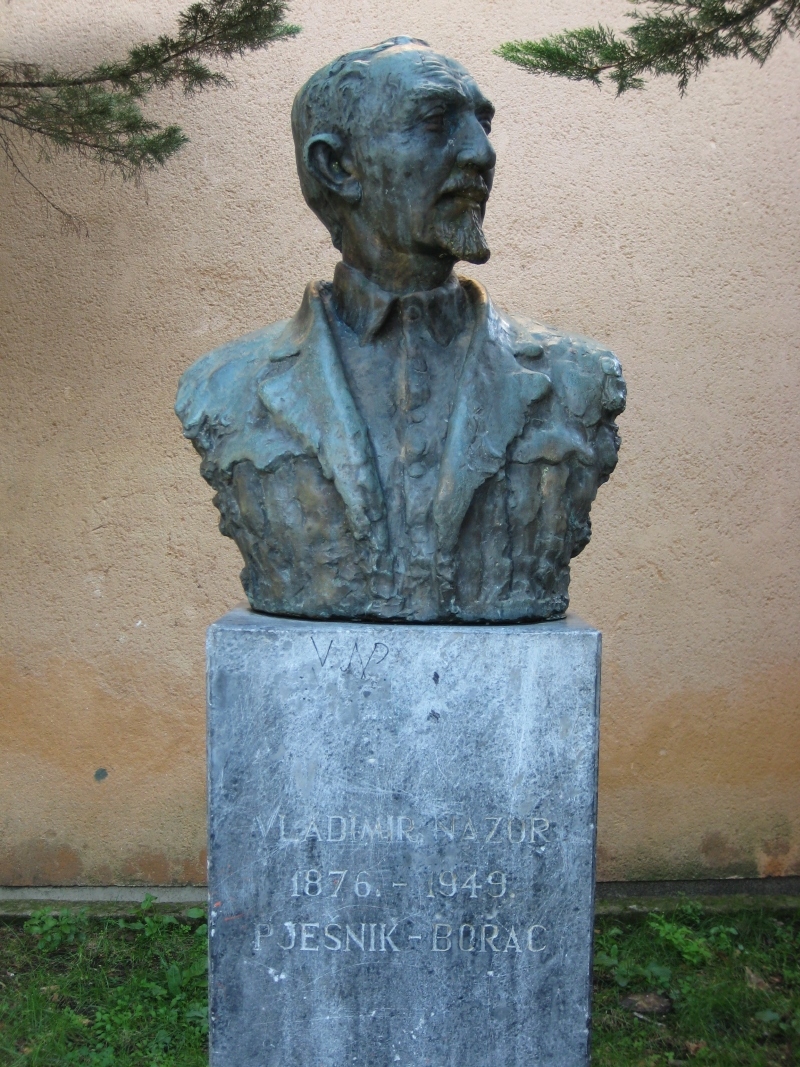
Büste von Nazor in Crikvenica

Nazor war einer der produktivsten kroatischen Schriftsteller. Sein Werk umfasst Gedichte, Balladen, Epen, Erzählungen, Romane und Essays. Viele seiner Stoffe entnahm er der nationalen Geschichte und der Mythologie, Legenden und Sagen. Als sein Hauptwerk gilt der umfangreiche Roman Pastir Loda (Der Hirte Loda), in dem er die Geschichte seiner Heimatinsel Brač erzählt, erlebt von Loda, einem Satyr, den es als einen der letzten seines Geschlechtes auf diese Insel verschlägt.
Weiter bekannt ist die Erzählung Veli Jože; sie spielt in der Gegend um die inneristrische Stadt Motovun und hat den Großen Jože, einen hilfsbereiten und gutmütigen Riesen zum Helden.
Nazor hat in seiner Entwicklung immer wieder Begeisterung und Enttäuschung erlebt. Dies befähigte ihn, immer wieder Neuland zu betreten, am augenfälligsten sein dramatischer Entschluss, zu den Partisanen zu gehen. Sowohl seine volksnahen Themen, als auch die Zugehörigkeit zu den Partisanen, machten ihn zu einem der angesehensten Autoren Jugoslawiens, der auch im heutigen Kroatien noch sehr geschätzt wird. Ihm zu Ehren wurden zahlreiche Organisationen und Straßen benannt, es wurden ihm Denkmäler errichtet und Medaillen und Briefmarken gewidmet.
Nazor hat auch zahlreiche Werke der Weltliteratur ins Kroatische übersetzt, z. B. von Dante, Shakespeare, Goethe oder Victor Hugo. Von seinen eigenen Werken existieren sehr wenige Übertragungen ins Deutsche, nämlich einige Erzählungen und der Roman "Der Hirte Loda", die alle bereits in den 1940er Jahren erschienen.
- Slavenske legende. Zadar, 1900.
- Pjesma o narodu hrvatskomu. Odjek Marulićevoj proslavi. Naklada Rikarda Katalinića Jeretova. Zadar, 1902.
- Živana. Mythisches Epos in 9 Gesängen. Zadar, 1902.
- Knjiga o kraljevima hrvatskijem. Zadar, 1904.
- Krvava košulja. Uspomene iz doline Raše. Pula, 1905.
- Krvavi dani. Roman. Zagreb, 1908.
- Veli Jože. Istarska priča. Hrvatska knjižnica Matice slovenske. Ilustrirao Saša Šantel. Ljubljana, 1908.
- Lirika. Izdanje Društva hrvatskih književnika. Zagreb, 1910.
- Nove pjesme. Zagreb, 1913.
- Istarske priče. Zagreb, 1913.
- Mrtvo ostrvo. Zagreb, 1914.
- Intima (1913–1914). Zagreb, 1915.
- Pjesni ljuvene. Zagreb, 1915.
- Utva zlatokrila. Romantisches Epos in 5 Gesängen. Uvod napisao A. Bazala. Zagreb, 1916.
- Medvjed Brundo. Epos. Zagreb, 1918.
- Stoimena. Priče. Zagreb, 1916.
- Pabirci (1892–1917). Zagreb, 1917.
- Gospa od Snijega. Zimna priča. 1918.
- Lirika I, II, III. Izdanje Branko Vodnik. Zagreb, 1918.
- Epika I. Izdanje Branko Vodnik. Zagreb, 1918.
- Arkun. Priča iz slavenske prošlosti. Zagreb, 1920.
- Niza od koralja. Zagreb, 1922.
- Priče iz djetinjstva. Zagreb, 1924.
- Pjesme o četiri arhanđela. Sušak. 1927.
- Priče s ostrva, iz grada i sa planine. Zagreb, 1927.
- Boškarina. Istarska priča. Gorica, 1928.
- Istarski gradovi. Zagreb, 1930.
- Deseterci (1923–1925). Zagreb, 1930.
- Šarko. Pričanje jednog psa. Zagreb, 1930.
- Pjesme u šikari, iz močvare i nad usjevima (1915–1920). Zagreb, 1931.
- Pjesme o bratu Gavanu i seki Siromaštini (1930–1931). Zagreb, 1931.
- Topuske elegije. Zagreb, 1933.
- O hrvatskom jedanaestercu 1838-1900. Prilog proučavanju srpskohrvatske umjetne metrike. Zagreb, 1935.
- Pastir Loda. Zgode i nezgode bračkog fauna. Dio I. Zagreb, 1938. (ins Deutsche übertragen, Alfred von Buttlar-Moscon: Der Hirte Loda, Zsolnay, Wien, 1949)
- Dedek Kajbumščak. Novo pričanje o drevnom Krapinskom čovjeku. Zagreb, 1939.
- Knjiga pjesama. Zagreb, 1942.
- Zagrebačke novele. Zagreb, 1942.
- Putopisi. Zagreb, 1942.
- Na vrhu jezika i pera. Zagreb, 1942.
- Eseji i članci. Zagreb, 1942.
- Pjesme partizanke. 1944.
- O mlitavcima (na zemlji i u paklu). Govor V. Nazora u Topuskom dne 5. II. 1944. na Kordunu. 1944.
- Ilja Muramec dolazi. Govor V. Nazora održan u Glini 10. II. 1944. Skrad na Kordunu, 1944.
- S partizanima 1943-1945. Beograd, 1945.
- Govori i članci. Zagreb, 1945.
- Ahasver. Opremio Vanja Radauš. Zagreb, 1945.
- Partizanka Mara. Zagreb, 1946.
- Kurir Loda. Zagreb, 1946.
- Legende o drugu Titu. Zagreb, 1946.
- U zavičaju. Zagreb, 1949.
- Čitajući Kranjčevića. Zagreb, 1950.
- Rob. (Nedorađena priča iz god. 1918). Zagreb, 1957.
- Wasser. Erzählung, dt. 1940
- An den Tränken der Cetina. Erzählungen, dt. 1944
- Der weiße Hirsch. Kinderbuch, dt. 1978

## Nachleben

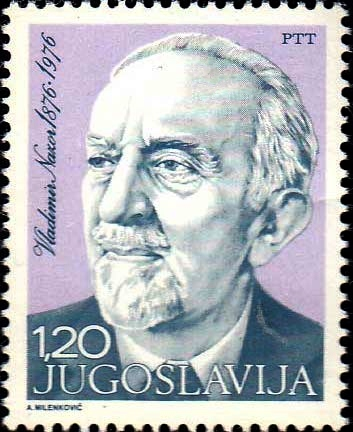

Die kroatische Post veröffentlichte 1997 eine Briefmarke mit dem Motiv des Buches Veli Jože und 1999 eine Briefmarke anlässlich des 50. Todestages von Vladimir Nazor.
Der wichtigste Kroatische Kulturpreise ist nach Vladimiar Nazor benannt.
Einige Schulen und zahlreiche Straßen und Wege, vor allem in Kroatien, sind nach Vladimir Nazor benannt, ebenso eine Autofähre der Jadrolinija.